# Габріель В'є
Габріель В'є (народилася: 14 липня 1980, Мока, Маврикій) — маврикійська ілюстраторка і графічна дизайнерка.

## Біографія
Габріель Віє народилася в Мока, Маврикій, 14 липня 1980 року. Її батько Жак був архітектором з родини В'є, походження якої можна було простежити в Данії. Помітною фігурою в її родині в той час, коли вона росла, був Крістіан Вільям В'є, архітектор Шато де Лабурдонне. Її брат Йоганн В'є також є архітектором і став співавтором її біографії в 2010 році. Окрім відомого члена її родини, двоюрідний брат її батька, Ернест В'є, також був відомим маврикійським саксофоністом.
Після закінчення Labourdonnais Lycée на Маврикії, Габріель переїхала до Франції в 1998 році, і того ж року почала вивчати графічний дизайн у Парижі. Закінчивши шкільну інтуїтивну лабораторію в 2002 році, наступного року вона опублікувала книгу в Mango Jeunesse, в якій проілюструвала дві казки Шарля Перро «Кіт у чоботях» і «Феї». Раніше вона опублікувала першу книгу під назвою Bestioles, яка з'явилася лише в 2005 році в L'atelier du poisson soluble.